# Schwarzkappenwürger
Der Schwarzkappenwürger (Malaconotus alius) ist eine wenig erforschte Vogelart aus der Familie der Buschwürger (Malaconotidae). Er ist im Uluguru-Gebirge im Osten Tansanias endemisch.

## Merkmale
Mit einer Körperlänge von 23 bis 24 cm ist der Schwarzkappenwürger ein mittelgroßer Singvogel mit einem großen, kräftigen, hakenbesetztem Schnabel. Beim Männchen ist der Bereich von der Stirn bis zum Nacken sowie der Hinterhals und die Halsseiten glänzend schwarz. Die Oberseite sowie die Flügel und der Schwanz sind einheitlich olivgrün. Die verdeckten Bereiche der Schirmfedern sind schwärzlich. Kinn und Kehle sind leuchtend gelb. Die Brust ist gelb mit grünlichem Schimmer. Die Gelbfärbung der Bauchmitte geht seitlich in ein Olivgrün über. Die Flanken und Oberschenkel sind olivgrün. Der Steiß und die Schwanzunterseiten sind grünlich-gelb. Bei einigen Individuen ist die Unterseite der Brust vollständig grün. Die Achselfedern, die Flügelunterseiten und die Unterseite der Schirmfedern sind leuchtend gelb. Die Schwanzunterseite ist olivgrau. Die Iris ist rotbraun. Der Schnabel ist schwarz. Die Beine sind bläulich-grau. Das Weibchen ähnelt dem Männchen, die Unterseite ist jedoch stumpfer und grüner. Die juvenilen Vögel sind bisher unbeschrieben. Ein immaturer Vogel hatte eine stumpfere Gefiederfärbung und eine grauere Krone als die Altvögel.

## Lebensraum und Lebensweise
Der Schwarzkappenwürger bewohnt das Kronendach in submontanen und montanen Wäldern in Höhenlagen von 1300 bis 2100 m. Seine Lebensweise ist nicht studiert.

## Lautäußerungen
Die Stimme umfasst eine unverwechselbare, schrille, weittragende Reihe von tiefen zweisilbigen huw-teew oder „wu-chiew“-Pfiffen, wobei der zweite Ton höher und abgesenkt ist. Es gibt auch eine Reihe von rhythmischen mehrsilbigen Tönen, die sich wie kokok-teew, wokwok-teew-teew, ku-ku-kua-kua-kua oder chi toktokchii,toktok-chii anhören.

## Status
Der Schwarzkappenwürger wird von der IUCN in die Kategorie „stark gefährdet“ (endangered) klassifiziert. Sein Kernlebensraum liegt innerhalb des Uluguru Nature Reserve, welches früher in das Uluguru North Catchment Forest Reserve, das Uluguru South Catchment Forest Reserve und das Bunduki Forest Reserve aufgeteilt war und einem angrenzenden ungeschützten Waldgebiet, das jedoch inzwischen den größten Teil seines Lebensraums verloren haben dürfte. In den Jahren 1999 bis 2000 wurde bei einer Erhebung eine Population von 1200 Paaren geschätzt. Wiederholte Erhebungen in den Jahren 2006, 2007 und 2015 ergaben, dass sich die Population zahlenmäßig nicht wesentlich verändert hatte. Einige Gebiete, die 2006/2007 und 2010 zum ersten Mal im nordöstlichen Teil des Süd-Ulugurus erfasst wurden, konnten in neueren Erhebungen 2012 und 2015 erneut lokalisiert werden, was darauf hindeutet, dass die Art standorttreu ist. 2016 wurde die maximale Besiedlungsfläche (berechnet als die verbleibende Baumfläche innerhalb des Verbreitungsgebietes der Art) auf ca. 43 km² geschätzt.
Zu den Bedrohungen zählen Brände, die sich vom nahe gelegenen Ackerland ausbreiten, aber auch die Holzgewinnung durch Einheimische, das Sammeln von Brennholz sowie das Sammeln von Heilpflanzen.